# Diocesi di Sagona

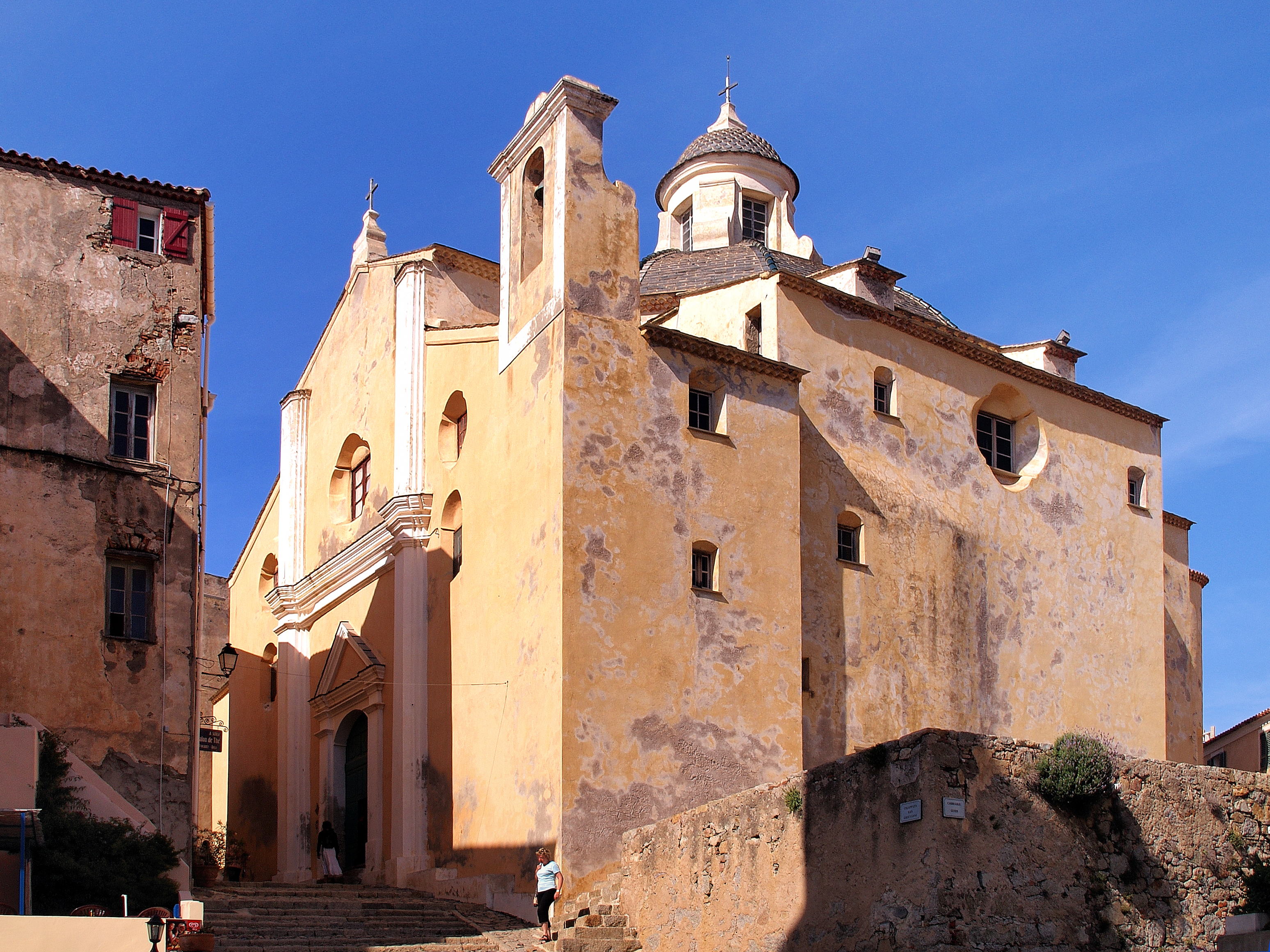
La procattedrale di San Giovanni Battista a Calvi.

La diocesi di Sagona (in latino Dioecesis Sagonensis) è una sede soppressa e sede titolare della Chiesa cattolica.

## Territorio
La diocesi occupava la parte occidentale della Corsica e comprendeva 18 pievi e 27 parrocchie.
Primitiva sede vescovile era la città romana di Sagona, dove ancora sono visibili i resti dell'antica cattedrale di Sant'Appiano. Distrutta prima dai Saraceni e poi dai pirati, papa Pio V nel 1569 autorizzò i vescovi a trasferirsi nella vicina Vico. Infine nel 1625 la sede vescovile fu definitivamente trasferita a nord nella fortezza genovese di Calvi, dove funse da procattedrale la chiesa di San Giovanni Battista.

## Storia
Incerte sono le origini della diocesi di Sagona. È documentata per la prima volta in una lettera del 591 di Gregorio Magno, il quale affidò a Leone, forse vescovo di Mariana, la visita apostolica ecclesiae Saonensis priva del suo vescovo, da molti anni deceduto. Secondo Lanzoni, il primo vescovo documentato è Montanus Soanensis, menzionato in una lettera del medesimo pontefice del 600. In seguito non sono più noti vescovi di questa sede fino al XII secolo.
Fino all'XI secolo, come tutte le diocesi corse, anche Sagona era immediatamente soggetta alla Santa Sede. Il 27 aprile 1092 entrò a far parte della metropolia di Pisa in forza della bolla Cum universis di papa Urbano II.
Il 14 marzo 1770, con il breve Cum insula Corsica, papa Clemente XIV concesse a re Luigi XV di Francia il diritto di nomina dei vescovi corsi, riservadosi tuttavia gli antichi diritti spirituali e temporali di cui la Santa Sede godeva da tempo immemorabile sull'isola, in particolare quello di consacrare i nuovi vescovi.
La diocesi fu soppressa in seguito al concordato con la bolla Qui Christi Domini di papa Pio VII del 29 novembre 1801 e il suo territorio incorporato in quello della diocesi di Ajaccio.
Dal 2002 Sagona è annoverata tra le sedi vescovili titolari della Chiesa cattolica; dal 13 aprile 2015 l'arcivescovo, titolo personale, titolare è Paolo Rocco Gualtieri, nunzio apostolico in Perù.

## Cronotassi

### Vescovi
- Anonimo † (seconda metà del VI secolo)
- Montano † (menzionato nel 600)
- Anonimo † (menzionato nel 1123)
- Andrea † (menzionato nel 1177)[8]
- Nicola[9] † (menzionato nel 1179)
- Rolando † (prima del 1289[10] - circa 1297 deceduto)[11]
- Bonifacio di Donoratico, O.P. † (18 luglio 1297 - 17 febbraio 1306 nominato vescovo di Chirone)
- Guarino, O.P. † (27 febbraio 1306 - circa 1323 deceduto)
- Guglielmo Franchi, O.F.M. † (28 febbraio 1323 - 25 febbraio 1327 nominato vescovo di Trieste)
- Antonio, O.F.M. † (20 marzo 1328 - ? deceduto)
- Giacomo, O.F.M. † (24 febbraio 1331 - ?)
- Pagano † (? - 1343 deceduto)
- Bernardo da Monteto, O.F.M. † (9 giugno 1343 - ? deceduto)
- Elia Pinna, O.F.M. † (14 gennaio 1359 - ?)
- Gualtiero † (circa 1380 - 1391 deceduto)
- Pietro Guasconi † (13 settembre 1391 - 1411 deceduto)
  - Michele Bartoli † (27 luglio 1411 - 1419 deceduto) (antivescovo)
- Giovannino Albertini † (29 gennaio 1412 - 1419 deceduto)
- Giacomo Ordini † (15 maggio 1419 - dopo il 1425 deceduto)
- Gabriele Benveduti † (23 luglio 1432 - 29 ottobre 1434 nominato vescovo di Fossombrone)
- Lorenzo de Cardi, O.P. † (29 ottobre 1434 - ? deceduto)
- Valeriano Calderina † (18 luglio 1438 - 6 febbraio 1442 nominato vescovo di Savona)
  - Giorgio Fieschi † (6 febbraio 1443 - 21 maggio 1445 dimesso) (amministratore apostolico)
- Giovanni Bucarone, O.F.M. † (21 maggio 1445 - ?)
- Giovanni Parasini † (28 gennaio 1474 - 1474 deceduto)
- Franceschino † (4 novembre 1474 - ?)
- Lorenzo Regina † (5 ottobre 1478 - 1481 deceduto)
- Guglielmo Speloncata, O.F.M. † (17 dicembre 1481 - ? dimesso)
- Lorenzo Lippi, O.P. † (23 agosto 1493 - 1509 deceduto)
- Agostino Fieschi † (30 settembre 1510 - 1528 deceduto)
- Imperiale Doria † (21 agosto 1528 - 1544 deceduto)
- Odoardo Cicala † (18 febbraio 1544 - 27 novembre 1545 deceduto)
- Giovanni Maria Buttinoni † (14 dicembre 1545 - 1550 deceduto[12])
- Girolamo Federici † (12 febbraio 1552 - 6 luglio 1562 nominato vescovo di Martirano)
- Carlo Grimaldi † (6 luglio 1562 - 8 dicembre 1565 nominato vescovo di Ventimiglia)
  - Giovanni Battista Cicala † (1565 - 1567 dimesso) (amministratore apostolico)
- Girolamo Leoni † (24 gennaio 1567 - 30 ottobre 1577 nominato arcivescovo di Chieti)
- Cesare Contardo † (16 aprile 1578 - 1585 deceduto)
- Giuseppe Godoni † (2 ottobre 1585 - 1606 deceduto)
- Pietro Lomellini, O.S.B. † (20 novembre 1606 - 30 giugno 1625 deceduto)
- Sebastiano Albani † (18 agosto 1625 - 10 novembre 1631 deceduto)
- Stefano Siri † (19 gennaio 1632 - gennaio 1635 deceduto)
- Benedetto Rezzani † (17 settembre 1635 - luglio 1639 deceduto)
- Raffaele Pizzorno, O.M. † (9 gennaio 1640 - ? deceduto)
- Giovanni Battista Federici † (30 agosto 1655 - agosto 1657 deceduto)
- Paolo Maria Spinola, C.R.S. † (17 dicembre 1657 - ? deceduto)
- Marzio Marini † (13 gennaio 1659 - dicembre 1676 deceduto)
- Antonio Martini † (28 febbraio 1678 - agosto 1687 deceduto)
- Giovanni Battista Costa † (14 giugno 1688 - 15 agosto 1714 deceduto)
- Giovanni Domenico Cavagnari † (7 dicembre 1714 - settembre 1726 deceduto)
- Pier Maria Giustiniani, O.S.B. † (9 dicembre 1726 - 17 aprile 1741 nominato vescovo di Ventimiglia)
- Paolo Maria Mariotti † (29 maggio 1741 - 26 giugno 1751 deceduto)
- Giuseppe Maria Massoni † (20 settembre 1751 - maggio 1765 deceduto)
  - Sede vacante (1765-1770)
- Angelo Edoardo Stefanini † (6 agosto 1770 - 31 luglio 1772 dimesso)[13]
- Matteo Guasco † (8 marzo 1773 - 1798/1801 deceduto)

### Vescovi titolari
- Dominique Mamberti (18 maggio 2002 - 14 febbraio 2015 nominato cardinale diacono di Santo Spirito in Sassia)
- Paolo Rocco Gualtieri, dal 13 aprile 2015